# Parque nacional Šumava
El parque nacional Šumava (en checo, Národní park Šumava) es un parque nacional en las regiones de Bohemia Meridional y Plzeň en la República Checa a lo largo de la frontera con Alemania (donde existe también un parque menor, el Parque nacional del Bosque Bávaro) y Austria. Protege una zona poco habitada de montaña del mismo nombre, el Šumava.
La cordillera Šumava está cubierta por el más amplio bosque de Europa central, cuya composición natural fue, sin embargo, alterada y hoy prevalecen las piceas noruegas en la mayor parte de la zona. En muchos lugares se plantaron piceas no nativas. No están bien adaptadas al duro clima local y por lo tanto son más sensibles a los elementos, como los vientos fuertes (por ejemplo los de las tormentas de los años ochenta o los de principios de 2007) y escolitinos (Ips typographus). Numerosas mesetas grandes con turberas aisladas, lagos glaciares y restos de bosques primigenios (como el de Boubín) completan un mosaico de hábitats que están poco perturbados por asentamientos humanos puesto que los habitantes de habla alemana fueron expulsados después de la Segunda Guerra Mundial y la zona se convirtió en parte de la zona desierta a lo largo de la frontera del bloque del este. Desde los años setenta del siglo XX, existe una población estable de linces.
En principio se declaró una amplia zona de paisaje protegido el 27 de diciembre de 1963 que abarcaba la mayor parte de la cordillera Šumava. El 20 de marzo de 1991, la parte más valiosa de la zona fue declarada parque nacional, mientras que el resto del paraje protegido quedaba como perímetro de protección.
Su punto más alto es el Plechý, con 1378 m s. n. m. El punto más bajo es el río Otava en Rejštejn, con 570 m s. n. m. en 49°08′14″N 13°30′22″E / 49.13722, 13.50611. Tiene una longitud de 100 km con una orientación noroeste-sureste y una anchura de 20 km en sentido noreste-suroeste.

## Referencias

Ubicación del parque nacional Šumava (verde oscuro) y el Šumava CHKO (verde claro) en la República Checa y el cercano parque nacional del Bosque de Baviera en Alemania.